# Iglesia de San Pedro del Foix
La iglesia de San Pedro del Foix es una iglesia que hoy ha desaparecido de la ciudad de Blois, en Francia.
Fundada a mediados de la Edad Media, existió durante aproximadamente tres siglos hasta el 1362, cuando fue destruida durante la Guerra de los Cien Años y absorbida por la creciente abadía de San Lomer.

## Historia
La iglesia heredó así el nombre de San Pedro, que había sido abandonado recientemente por la nueva iglesia de San Solenne, reconstruida alrededor del año 977 por la viuda y los hijos del conde Teobaldo I de Blois.
Finalmente, la iglesia se convirtió en víctima de la Guerra de los Cien Años. De hecho, el avance del Príncipe Negro, el inglés Eduardo de Woodstock, quien logró destruir el castillo de Fougères-sur-Bièvre en 1356, amenazó seriamente la capital del condado de Blois.Para protegerse de los ataques, los monjes benedictinos de la abadía de San Lomer decidieron reforzar sus fortificaciones, lo que llevó a la destrucción alrededor de 1362 de la pequeña iglesia de San Pedro, cuya parroquia se incorporó a la de la abadía, que entonces controlaba todo el barrio del Foix.

## Ubicación
Según las investigaciones de los blesianos Frédéric Lesueur y luego Annie Cosperec, parece ser que la iglesia de San Pedro existió en el lugar de las actuales escaleras llamadas degrés Saint-Nicolas.